# Glossosoma verdonum
Glossosoma verdonum là một loài Trichoptera trong họ Glossosomatidae. Chúng phân bố ở miền Tân bắc.